# Estremadurski jezik
Estremadurski jezik (estremeñu, ehtremeñu, cahtúo, castú; ISO 639-3: ext), jedan od četiri kastiljska jezika koji govori između 200 000 i 500 000 Estremaduraca na zapadu Španjolske uz granicu s Portugalom. Jezik ima tri dijalekta, sjeverni (artu ehtremeñu), središnji (meyu ehtremeñu),i južni (bahu ehtremeñu). Većina govornika starija je od 30 godina. Estremadurski je srodan španjolskom, judeošpanjolskom i loreto-ucayali španjolskom.

## Vanjske poveznice
- Ethnologue (14th)
- Ethnologue (15th)